# Croisy-sur-Eure
Croisy-sur-Eure is een gemeente in het Franse departement Eure (regio Normandië) en telt 239 inwoners (2005). De plaats maakt deel uit van het arrondissement Évreux.

## Geografie
De oppervlakte van Croisy-sur-Eure bedraagt 4,0 km², de bevolkingsdichtheid is 59,8 inwoners per km².
De onderstaande kaart toont de ligging van Croisy-sur-Eure met de belangrijkste infrastructuur en aangrenzende gemeenten.

## Demografie
Onderstaande figuur toont het verloop van het inwonertal (bron: INSEE-tellingen).